# Tan (Jakiri)
Pour les articles homonymes, voir Tan.
Tan est une localité du Cameroun située dans la Région du Nord-Ouest, le département du Bui et la commune de Jakiri.

## Population
En 1968, la localité comptait 418 habitants, principalement des Nso.
Lors du recensement national de 2005, on y a dénombré 885 personnes.
En 2012, la population est estimée à 700 habitants.